# Jiuxian (köping i Kina, Shanxi)
Jiuxian (kinesiska: 旧县, 旧县镇) är en köping i Kina. Den ligger i provinsen Shanxi, i den norra delen av landet, omkring 200 kilometer söder om provinshuvudstaden Taiyuan. Antalet invånare är 11 098. Befolkningen består av 5 150 kvinnor och 5 948 män. Barn under 15 år utgör 17,0 %, vuxna 15-64 år 75 %, och äldre över 65 år 6,0 %.
Genomsnittlig årsnederbörd är 707 millimeter. Den regnigaste månaden är juli, med i genomsnitt 238 mm nederbörd, och den torraste är december, med 3 mm nederbörd.